# Liste der Ständigen Vertreter der Türkei beim Europarat
Seit 1. August 1953 gibt es eine Ständige Vertretung der Türkei beim Europarat.
Seit 28. April 1966 befindet sie sich am Boulevard de l’Orangerie in Straßburg. Zuvor war sie in der zweiten Etage des Konsulats in der Allée Robertsau 52. Bis 1962 war der jeweilige Konsul auch Ständiger Vertreter.
| Ernennung Akkreditierung | Ständiger Vertreter | Bemerkung | Ministerpräsident der Türkei | Generalsekretär des Europarates | Posten verlassen |
| ------------------------ | ------------------- | --- | ---------------------------- | ------------------------------- | ---------------- |
| 22. Juli 1953            | Affan Akça          | Konsul | Adnan Menderes               | Lodovico Benvenuti              |                  |
| 31. Okt. 1955            | Mustafa Borovalı    | Konsul | Adnan Menderes               | Lodovico Benvenuti              |                  |
| 5. Nov. 1960             | Melih Z. Akbil      | Konsul | Cemal Gürsel                 | Lodovico Benvenuti              | 30. Mai 1962     |
| 30. Mai 1962             | Nihat Dinç          | Botschafter, Ständiger Vertreter | İsmet İnönü                  | Léon Marchal                    | 21. Sep. 1967    |
| 4. Dez. 1967             | Efdal Deringil      | | Suad Hayri Ürgüplü           | Peter Smithers                  | 31. Okt. 1969    |
| 20. Nov. 1969            | Cahit Hayta         | 1963–1966: Botschafter in Lissabon, 1. Januar 1972 – 1. Januar 1976: Botschafter in Oslo | Suad Hayri Ürgüplü           | Lujo Tončić-Sorinj              | 31. Dez. 1971    |
| 31. Dez. 1971            | Rahmi Gümrükçüoğlu  | (* 1927; † 1. April 1998 in Istanbul) 24. Mai 1975 – 26. Juli 1978: Botschafter in Teheran, 1981–1988: Ambassador to the Court of St. Jones                                                                              | Nihat Erim                   | Lujo Tončić-Sorinj              | 22. Mai 1975     |
| 25. Mai 1975             | Semih Günver        | (* Januar 1917 in Kütahya † 10. Januar 2000 in Ankara) 1963–1965: Botschafter in Algier, 1965–1971: Botschafter in Kairo.                                                                                                | Süleyman Demirel             | Georg Kahn-Ackermann            | 14. März 1982    |
| 23. März 1982            | Selçuk Korkud       | 1964: Gesandtschaftssekretär erster Klasse in London, 2. September 1978 – 18. März 1982: Botschafter in Algier. 13. Juni 1988–1991: Botschafter beim Heiligen Stuhl Von 49 Millionen Türken sind etwa 16.000 Katholiken. | Bülent Ulusu                 | Franz Karasek                   | 1. Nov. 1984     |
| 2. Nov. 1984             | Filiz Dinçmen       | (* 24. Juli 1939 in Zonguldak) 1982–1984: Botschafter in Den Haag, 1993–1997: Botschafter in Wien 2002–2004: Botschafter beim Heiligen Stuhl, 2002–2004: Botschafter in Valletta                                         | Turgut Özal                  | Marcelino Oreja Aguirre         | 31. Mai 1988     |
| 31. Mai 1988             | Turhan Fırat        | (* Mai 1937 in Istanbul) 1990–1994: Botschafter in Seoul, 1997–2002: ständiger Vertreter bei der UNESCO. | Turgut Özal                  | Marcelino Oreja Aguirre         | 25. Dez. 1990    |
| 25. Dez. 1990            | Sönmez Köksal       | (* 8. März 1940) 1986–1990: Botschafter in Kairo, 9. November 1992 – 11. Februar 1998: Unterstaatssekretär Millî İstihbarat Teşkilâtı, 1998–2002: Botschafter in Paris,                                                  | Yıldırım Akbulut             | Catherine Lalumière             | 17. Dez. 1992    |
| 31. März 1993            | İsmet Birsel        | (* 1934 in Istanbul) 1983–1986: Botschafter in Teheran, 1986–1989: Botschafter in Den Haag | Tansu Çiller                 | Catherine Lalumière             | 29. Sep. 1996    |
| 29. Sep. 1996            | Rıza Türmen         | (* 17. Juni 1941 in Istanbul) 1985–1989: Botschafter in Singapur, 1995–1996: Botschafter in Bern. | Necmettin Erbakan            | Catherine Lalumière             | 18. Okt. 1998    |
| 18. Okt. 1998            | Alev Kılıç          | (* 1946 wurde in Eskişehir) 1996–1998: Botschafter in Belgrad, 2004–2009: Botschafter in Bern, 2009–2011: Botschafter in Mexiko-Stadt.                                                                                   | Mesut Yılmaz                 | Daniel Tarschys                 | 22. Nov. 2001    |
| 1. Dez. 2001             | Numan Hazar         | (* 1945 in Tarsus, Mersin) 2004–2006: Ständiger Vertreter der UNESCO | Bülent Ecevit                | Walter Schwimmer                | 21. März 2004    |
| 28. März 2004            | Daryal Batıbay      | (* 1. Oktober 1946) 1995–1998: Botschafter in Zagreb, 1998–2000: Botschafter in Moskau | Recep Tayyip Erdoğan         | Terry Davis                     | 16. Sep. 2011    |
| 15. Nov. 2011            | Rauf Engin Soysal   | (* 8. Oktober 1960 in Istanbul) 2007–2009: Botschafter in Islamabad | Recep Tayyip Erdoğan         | Thorbjørn Jagland               | 16. Juli 2014    |
| 14. Aug. 2014            | Erdoğan İşcan       | (* 1954 in Istanbul) 2005–2009: Botschafter in Kiew, 2009–2011: Botschafter in Seoul, | Ahmet Davutoğlu              | Thorbjørn Jagland               |                  |